# Stubica (gmina Plužine)
Stubica  (cyr. Стубица) – wieś w Czarnogórze, w gminie Plužine. W 2003 roku liczyła 12 mieszkańców.